# تشارلز بيري (سياسي)
تشارلز بيري (بالإنجليزية: Charles Perry)‏ هو سياسي أمريكي، ولد في 9 مارس 1962 في أبيلين في الولايات المتحدة. حزبياً، نشط في الحزب الجمهوري. وقد انتخب عضو مجلس نواب تكساس وانتخب عضو مجلس ولاية تكساس.

## وصلات خارجية
- الموقع الرسمي